# أورسولا دوبوسارسكي
أورسولا دوبوسارسكي (بالإنجليزية: Ursula Dubosarsky) (و. 1961  م) هي مؤلفة، وروائية، وكاتِبة، وكاتبة للأطفال أسترالية، ولدت في سيدني.

## التعليم
تعلمت في جامعة سيدني.